# Morrinhosuchus
Morrinhosuchus foi um crocodilomorfo notossúquio que viveu no período Cretáceo.  Seu nome faz alusão ao local de descoberta de seus fósseis, um afloramento próximo ao Morrinho de Santa Luzia, na zona rural do município de Monte Alto, estado de São Paulo.
Morrinhosuchus era pequeno (menos de 1 metro de comprimento) de hábitos terrestres e possivelmente onívoro. Tinha dentes globosos semelhantes aos de outro notossúquio, Mariliasuchus, proveniente da região de Marília,  mas o arranjo dentário é bastante diferente entre as duas formas.
Competia por alimentos com dinossauros e outros crocodilomorfos, e provavelmente o hábito onívoro permitiu que ele tivesse mais opções nutricionais e conseguisse alimentos mesmo com a intensa competição. Morrinhosuchus é mais um exemplo do sucesso dos notossúquios durante o Cretáceo, principalmente pela capacidade desde grupo em ocupar vários nichos ecológicos.